# Diecéze Arsinoë na Kypru
Diecéze Arsinoë na Kypru je titulární diecéze římskokatolické církve.

## Historie
Arsinoë, na západním pobřeží ostrova Kypr, byla starobylé biskupské sídlo a sufragánnou arcidiecéze Salamis.
Je znám jeden biskup této diecéze; Prosechius, který se zúčastnil roku 451 Chalkedonského koncilu. Když byl ostrov na konci 12. století dobyt vojsky křižáků, byly v diecézi se souhlasem papeže Celestýna III. slouženy mše v latinském ritu. Arsinoë nebyla však zařazena mezi latinské diecéze a byla potlačena (1222). Roku 2007 byl zde založen řecký chorepiscopát (chorepiscopus biskup nebo vikář).
Dnes je využívána jako titulární biskupské sídlo; v současné době je bez titulárního biskupa.

## Seznam biskupů
- Prosechius (zmíněn roku 451)

## Seznam titulárních biskupů
- 1763 - ? Raphael Tuki
- 1871 - 1875 José Luis Cárcamo y Rodríguez
- 1954 - 1961 Wilhelmus Joannes Demarteau, M.S.F.
- 1961 - 2012 Angelo Cuniberti, I.M.C.